# 고려아연
고려아연(高麗亞鉛) 주식회사는 대한민국의 코스피200 종목에 포함된 비철금속제련 업체다. 철강제의 보호피막으로 사용되는 아연과 납(연)을 중심으로 18종의 비철금속 120만여 톤을 생산한다. 2024년 9월 MBK파트너스와 손잡은 영풍의 적대적 M&A 시도 이래 영풍과는 적대적 관계에 놓여 있다. 아연 등 세계 1위 비철금속 업체이자, 최근엔 탈중국 공급망의 핵심기업으로서 중요성이 부각되고 있다. 국내에서 유일하게 안티모니 등 전략광물을 생산하는 곳이며 인듐의 경우 미국 수입량의 30% 가까이를 수출하는 기업이다. 그 밖에도 적은 양이지만 텔레륨 등 중요한 광물들을 생산하고 있으며, 희소금속 생산기술을 보유하고 있다.이 때문에 중국투자공사(CIC) 등의 출자자금으로 MBK파트너스가  고려아연에 대한 적대적M&A를 시도하는 것에 대해 미국 정치권의 우려가 지속적으로 제기되고 있다.
사업의 개요
지배회사인 고려아연㈜는 비철금속제련회사로서 아연과 연의 생산판매를 주업종으로 영위하고 있으며 이 사업은 한국표준산업분류표의 소분류가 같고, 기타 금, 은, 황산 등은 아연과 연제련과정에서 회수하는 유가금속과 부산물의 일종으로 생산하고 있다. 2011년 도입한 K-IFRS 기준에 따라 연결대상에 포함된 회사들이 영위하는 사업으로는 비철금속 제조 및 판매업(Sun Metals Holdings Ltd, Sun Metals Corporation Pty.,Ltd., 스틸싸이클㈜, Zinc Oxide Corporation Vietnam Limited Liability Company), 비철금속 수출입업(케이지트레이딩㈜), 광산개발 및 정광수출업(Pan-Pacific Metal Mining Corp., KZ Minerals Holdings PTE Ltd, ICM Pachapaqui S.A.C.) )등이 있으며 그 외에 2차전지 소재인 동박을 생산하는 케이잼(주), 중장비 임대업(㈜케이지엑스),에너지 관리업(케이지그린텍㈜)등이 있다.
(단위: 억원, 별도 기준)
| 사업부문              | 매출유형 | 품 목 | 구체적용도                                                     | 매출액 | 비율  |
| --------------------- | -------- | ----- | -------------------------------------------------------------- | ------ | ----- |
| 비철금속 제조 및 판매 | 제품     | 아연  | 용융아연도금, Die-Casting합금, 전기아연도금, 신동, 금속화학 등 | 25,605 | 31.7% |
| 비철금속 제조 및 판매 | 제품     | 연    | 축전기전극, 안료, 땜납, 활자합금, 전선피복용, Bearing합금 등   | 14,207 | 17.6% |
| 비철금속 제조 및 판매 | 제품     | 금    | 전기도금, 화폐, 전기접점, 장식품, 치과재료 등                  | 7,482  | 9.2%  |
| 비철금속 제조 및 판매 | 제품     | 은    | 사진감광재료, 전기도금, 전기접점, 치과재료 등                  | 23,836 | 29.5% |
| 비철금속 제조 및 판매 | 제품     | 기타  | 전략광물 및 동 등                                              | 9,762  | 12%   |
| 합계                  | 합계     | 합계  |                                                                |        | 100%  |

## 주요 제품 및 서비스
주요제품인 아연은 일반적으로 철강재의 보호피막으로 사용되며, 강관, 강판, 철선 ·철구조물 등의 소재에 도금용으로 사용된다. 그 이외에 Die-Casting 및 동합금용 원재료로 이용되기도 한다. 또한 연수요의 대부분이 납축전지 제조용이며 이외에는 Litharge, 전선피복, 땜납, 방사선차폐, 안료, 방수재, 방음재, 총탄, 솔더등 그 용도는 다양하다. 특히 연은 재활용이 용이하기 때문에 폐배터리를 이용한 재생연 생산량의 증대가 예상되며, 환경문제에 대한 인식강화로 공해방지 설비에 대한 투자가 절실히 요구되나 동사의 경우는 연제련시설이 DRS공법을 사용한 최신시설로 환경오염 방지에 역점을 두었으므로 큰 문제가 없다. 최근에 미중간 공급망 갈등 등으로 전략광물 생산의 중요성이 커지고 있으며, 안티모니와 인듐 등의 전략광물의 경우 탈중국 공급망의 핵심 기업으로서 위상이 부각되고 있다.

#### 임원 및 직원
- 회장 최윤범 (창업주 최기호의 손자 - 미국 콜롬비아대학원 법학 박사)
- 대표이사 사장 박기덕 (부산대학교 경영학과 졸업)
- 대표이사 사장 정태웅 (숭실대학교 경영학과 졸업)

## 본사 및 제련소
- 본사: 서울특별시 종로구 종로33 (청진동) 그랑서울 타워1
- 온산제련소: 울산광역시 울주군 온산읍 이진로 139